# Georgij Sviridov
Georgij Vasiljevič Sviridov, rusky Георгий Васильевич Свиридов (16. prosince 1915 Fatež - 6. ledna 1998 Moskva) byl ruský a sovětský hudební skladatel, představitel neoromantismu.

## Život
Jeho otec, sympatizant bolševiků, zahynul během občanské války, když byly Georgijovi čtyři. Rodina se pak přestěhovala do Kurska, kde se na základní škole Georgij naučil hrát svůj první nástroj - balalajku. Byl poté přijat do místního orchestru ruských lidových nástrojů. V roce 1929 se přihlásil do hudební školy a v roce 1932 odjel do Leningradu, kde studoval klavír na střední hudební škole. Absolvoval v roce 1936. Od roku 1936 do roku 1941 studoval na Leningradské konzervatoři pod Pjotrem Rjazanovem a Dmitrijem Šostakovičem. V roce 1941 narukoval na vojenskou akademii v Ufě, ale do válečných bojů nakonec nezasáhl, neboť byl z akademie propuštěn kvůli špatnému zdraví. V roce 1980 byl jmenován Národním umělcem SSSR.

## Dílo
Proslul zvláště sborovou hudbou, silně ovlivněnou tradičními pravoslavnými zpěvy. Zhudebnil poezii Alexandra Puškina, Michaila Jurjeviče Lermontova, Fjodora Ivanoviče Ťutčeva, Alexandra Alexandroviče Bloka, Sergeje Jesenina, Nikolaje Někrasova, Vladimíra Majakovského, Williama Shakespeara či Roberta Burnse. Psal též hudbu pro film. Krátký výsek z jeho hudby pro film Vremja, vpered! z roku 1965 byl později vybrán jako znělka hlavního večerního sovětského televizního zpravodajství Vremja.
Zdroj: enwiki